# ŠK Olimpija Karlovac
Športski klub Olimpija je bivši nogometni klub iz Karlovca. 
Osnovan je 1908. godine. Osnovala ga je skupina karlovačkih gimnazijalaca, među njima kasniji državni reprezentativac, onda još srednjoškolac Artur Dubravčić.
Početkom Drugog svjetskog rata klubovi Olimpija i Građanski, uz Orijent stvaraju Hrvatski građanski športski klub Tomislav, dok su se glavni konkurenti Karlovac, Viktorija i Primorac spojili u Hrvatski športski klub Velebit.
Klupske boje 1932. bile su crna i bijela, a adresa Lukinćeva ulica 2.

## Poznati igrači
- Artur Dubravčić